# Verkeerde Lieve Heer

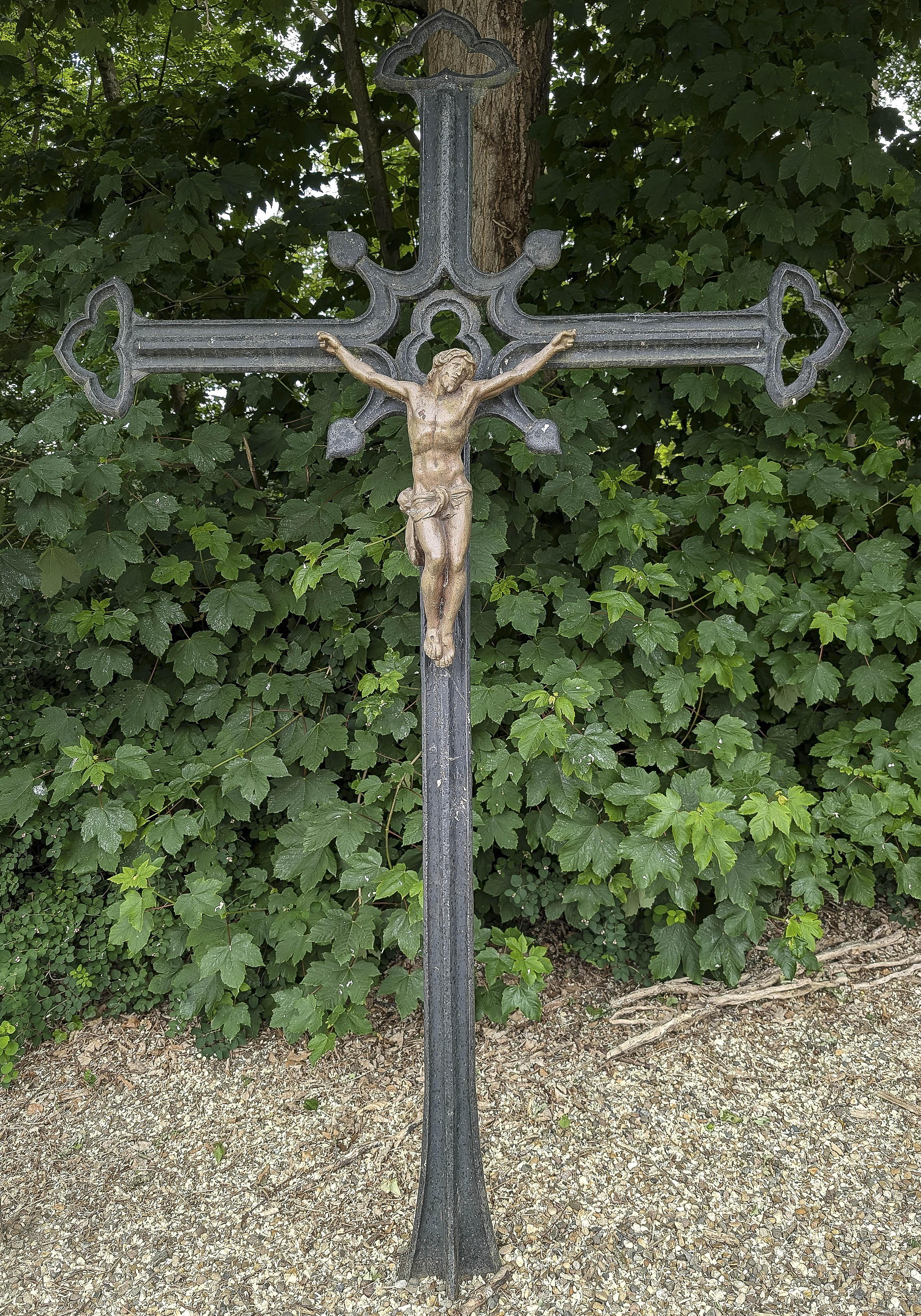
Vierveldkruis Lanklaar

De Verkeerde Lieve Heer is de volkse benaming voor een kruisbeeld, waarbij de Christusfiguur met het hoofd op de linkerschouder rust en niet, zoals gebruikelijk, op de rechterschouder.

## Neerpelt
De bekendste Verkeerde Lieve Heer bevindt zich in het natuurgebied Plateaux-Hageven aan de Bergeijkerdijk, enkele kilometers ten noordwesten van Neerpelt. Dit gietijzeren kruisbeeld stamt uit 1847 en is opgericht ter gelegenheid van de voltooiing van de bevloeiingswerken. De sokkel draagt de inscriptie: AMDG 1847, dat is Ad Maiorem Dei Gloriam. Langs de Bergeijkerdijk trokken bedevaarders uit Bergeijk naar de Sint-Janskapel in Overpelt. Het kruisbeeld was een rustpunt voor hen.
In 1999 werd het kruisbeeld beschermd als monument.

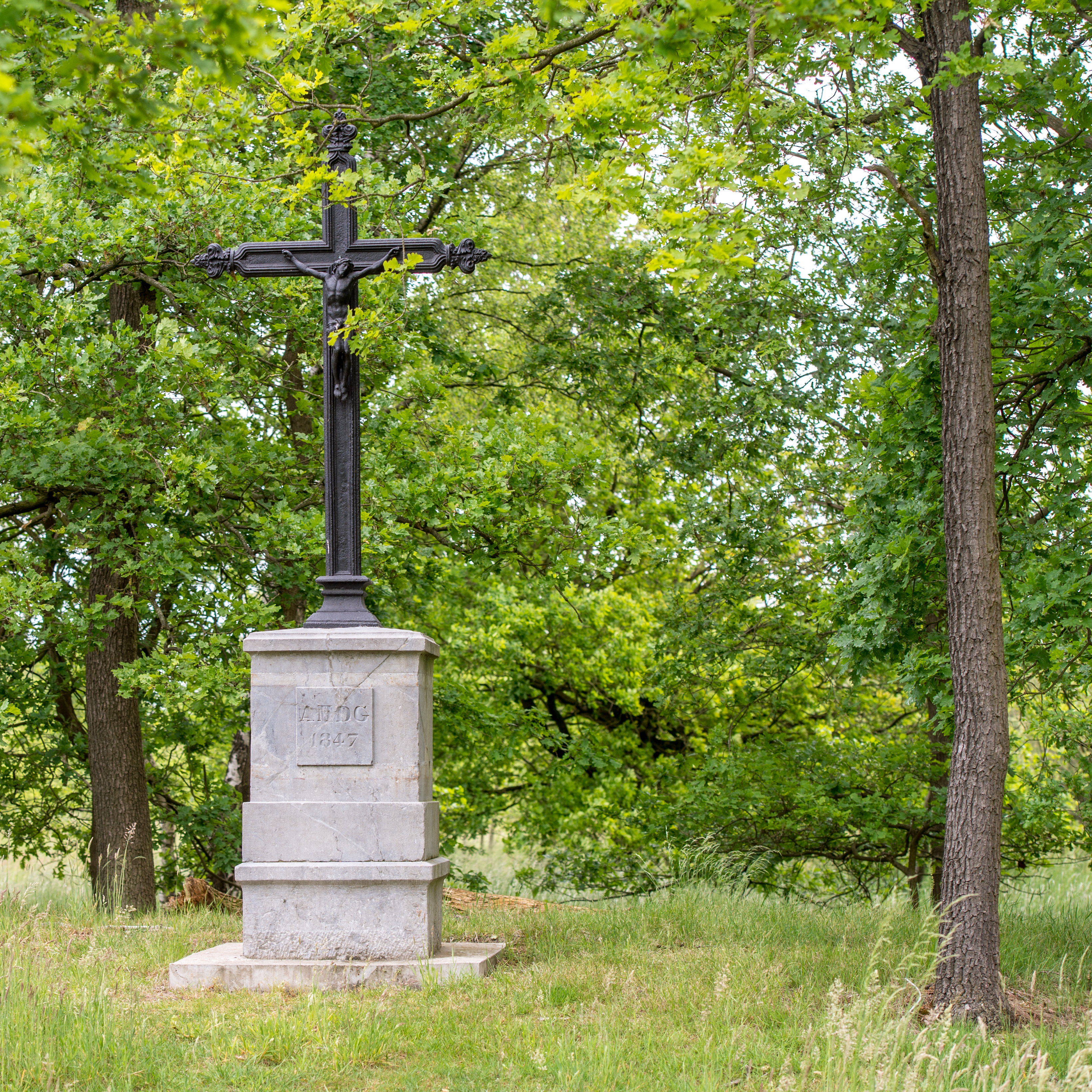
Standbeeld van de Verkeerde Lieve Heer in Neerpelt

## Lanklaar
In Lanklaar werd eind 19e eeuw op vier plaatsen een Verkeerde Lieve Heer opgesteld, en wel op de vier uithoeken van de parochie. Eén ervan was geplaatst bij de boerderij van het Vierveld, die in 1972 werd afgebroken, toen het industrieterrein werd aangelegd. Het kruis werd later in vervallen toestand teruggevonden en door de plaatselijke heemkundekring gerestaureerd. Het is heropgericht bij het historische brugwachtershuisje te Lanklaar.

## Postel
Aan de ingang van de Abdij van Postel.

## Zonhoven

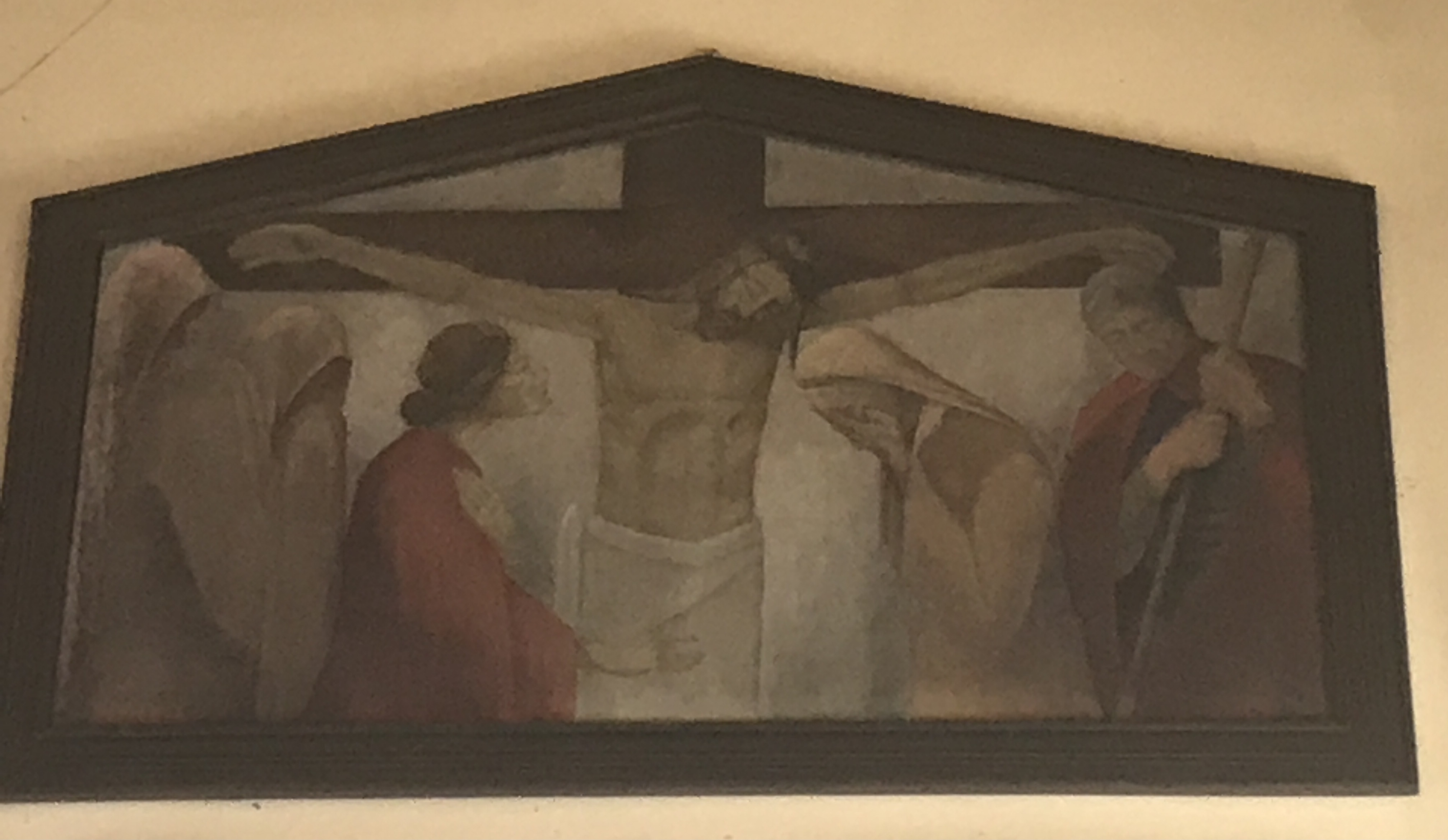
Verkeerde Lieve Heer in de Kapel van Teneikenen te Zonhoven

In de Kapel van Teneikenen in Zonhoven bevindt zich een muurschilderij met een Verkeerde Lieve Heer. Schilder hiervan is Fred Bellefroid.